# Bolare, Maddur
Bolare là một làng thuộc tehsil Maddur, huyện Mandya, bang Karnataka, Ấn Độ.